# Вассиановка (село)
Вассиа́новка — село в Черниговском районе Приморского края. Входит в состав Снегуровского сельского поселения.
Образование

## География
Село Вассиановка стоит на левом берегу реки Вассиановка (приток Снегуровки, бассейн Илистой).
Село Вассиановка находится к югу от районного центра Черниговка, на автодороге Черниговка — Реттиховка — Ивановка. Расстояние до Черниговки около 34 км.
В селе Вассиановка находится одноимённая станция Дальневосточной железной дороги (линия Сибирцево — Новочугуевка), до Сибирцево около 20 км.

## Население
| 1900 | 1912 | 1926  | 2002 | 2008 | 2010 |
| ---- | ---- | ----- | ---- | ---- | ---- |
| 115  | ↗692 | ↗1053 | ↘604 | ↗624 | ↘477 |

По данным переписи 1926 года по Дальневосточному краю, в населённом пункте числилось 184 хозяйства и 1053 жителя (543 мужчины и 510 женщин), из которых преобладающая национальность — белорусы (98 хозяйств).

## Улицы
| - ул. Верхняя, - ул. Геологов, - ул. Зелёная, - ул. Комсомольская, - ул. Ленинская, | - ул. Набережная, - ул. Новая, - ул. Партизанская, - ул. Первомайская, - пер. Пионерский, | - пер. Привокзальный, - ул. Садовая, - ул. Советская, - пер. Школьный. |

## Экономика
Жители занимаются сельским хозяйством, работают на железной дороге.

## Образование
В селе ранее действовала общеобразовательная школа № 6.

## Известные уроженцы
- Арбузов, Александр Алексеевич (1945—2015) — советский капитан рыболовецкого траулера, Герой Социалистического Труда.